# Thomas Stanhope
Pour les articles homonymes, voir Stanhope.
Thomas Stanhope, mort le 7 mars 1770, est un officier de la Royal Navy. Il sert durant la guerre de Succession d'Autriche et  la guerre de Sept Ans, atteignant le rang de captain et recevant la distinction de Knight Bachelor.

## Biographie

### Guerre de Succession d’Autriche (1740 - 1748)
Thomas Stanhope est nommé lieutenant le 26 août 1740.
Il reçoit le commandement du Wolf le 11 décembre 1744 et le conserve jusqu’en juillet 1745. Le 12 juillet de cette même année, il est nommé à bord du Bridgewater, un vaisseau de sixième rang portant 20 canons.
À bord de l’Hector, un vaisseau de cinquième rang à 44 canons qu’il commande à partir de 1746 et jusqu’en 1748, il participe au combat du 20 juin 1747 quand la flotte de George Anson l'emporte sur le chef d'escadre français La Jonquière, ce qui vaut à Anson la pairie et le grade de vice admiral.
Thomas Stanhope reçoit le commandement du Fougueux, un troisième rang de 64 canons pris aux Français le 14 octobre 1747, au cours de la seconde bataille du cap Finisterre ; il le conserve jusqu’en 1752.

### Guerre de Sept Ans (1756 - 1763)
De février 1755 à 1756, Stanhope est le commandant de l’Edinburgh (en), puis il monte sur le Swiftsure en novembre 1756 et en conserve le commandement jusqu’en juillet 1762.
À son bord, il participe à la bataille de Carthagène le 28 février 1758 au large du port espagnol de Carthagène, en Méditerranée. Une flotte britannique sous les ordres de l'amiral Osborn, qui bloque la flotte française à l'intérieur du port de Carthagène, attaque et bat une flottille française sous les ordres de Michel-Ange Duquesne de Menneville venue à leur aide. L'interception de la flotte française a pour but de limiter les renforts envoyés au secours de Louisbourg en Amérique du Nord, qui est alors assiégé par les Anglais.
Les 18 et 19 août 1759, Stanhope et le Warspite prennent part à la bataille de Lagos, devant les côtes portugaises. L’affrontement oppose une flotte commandée par l'amiral anglais Edward Boscawen à une partie de la flotte française venue de Toulon et commandée par le chef d'escadre La Clue-Sabran.
Thomas Stanhope reçoit la distinction de Knight Bachelor, devenant Sir Thomas Stanhope, le 5 octobre 1759, peu de jours avant la bataille des Cardinaux à laquelle il participe sur le pont du Warspite, le 20 novembre suivant. Il fait alors partie de l’escadre bleue,  avant-garde, sous le commandement de Charles Hardy, vice admiral of the Blue.